# Marcus Arrecinus Clemens (Prätorianerpräfekt)
Marcus Arrecinus Clemens war ein römischer Ritter im 1. Jahrhundert, der aus Pisaurum stammte.
Unter Caligula war er Prätorianerpräfekt und an der Verschwörung gegen den Kaiser im Jahr 41 beteiligt. Über seine sonstige Laufbahn ist nichts bekannt, doch könnten er oder ein Verwandter der in einer Inschrift aus Ariminum genannte Militärtribun M. Arrecinus M. f. Clemens sein.
Er hatte einen gleichnamigen Sohn, der in den Jahren 73 und 85 Suffektkonsul war, und eine Tochter Arrecina Tertulla, die erste, früh verstorbene Frau des späteren Kaisers Titus.